# Черних Олександр Олександрович
Олександр Черних (рос. Александр Черных; нар. 12 вересня 1965, Воскресенськ) — радянський хокеїст, що грав на позиції центрального нападника. Грав за збірну команду СРСР.
Батько хокеїста Дмитра Черних.

## Ігрова кар'єра
Професійну хокейну кар'єру розпочав 1982 року.
1983 року був обраний на драфті НХЛ під 185-м загальним номером командою «Нью-Джерсі Девілс», утім до Північної Америки так й не перебрався. 
Протягом професійної клубної ігрової кар'єри, що тривала 8 років, захищав кольори команд «Хімік» (Воскресенськ), ЦСКА (Москва).
Виступав за збірну СРСР.
Ігрову кар'єру завершив у 1989 році через травму, яку отримав під час автоаварії. 
Проживає в Воскресенську, де працює тренером.

## Досягнення
- Чемпіон Європи — 1983.
- Чемпіон зимових Олімпійських ігор — 1988.
- Чемпіон світу — 1989.

## Статистика

### Клубні виступи
| Сезон                | Клуб                   | Ліга                 | Регулярний сезон | Регулярний сезон | Регулярний сезон | Регулярний сезон | Регулярний сезон |
| Сезон                | Клуб                   | Ліга                 | І                | Г                | П                | О                | ШХ               |
| -------------------- | ---------------------- | -------------------- | ---------------- | ---------------- | ---------------- | ---------------- | ---------------- |
| 1982–1983            | «Хімік» (Воскресенськ) | Вища ліга            | 46               | 12               | 5                | 17               | 26               |
| 1983–1984            | «Хімік» (Воскресенськ) | Вища ліга            | 44               | 12               | 5                | 17               | 32               |
| 1984–1985            | «Хімік» (Воскресенськ) | Вища ліга            | 48               | 9                | 10               | 19               | 32               |
| 1985–1986            | ЦСКА (Москва)          | Вища ліга            | 10               | 3                | 3                | 6                | 6                |
| 1985–1986            | СКА МВО                | Перша ліга           | 34               | 29               | 16               | 45               | 59               |
| 1986–1987            | СКА МВО                | Перша ліга           | 57               | 32               | 30               | 62               | 52               |
| 1987–1988            | «Хімік» (Воскресенськ) | Вища ліга            | 41               | 14               | 15               | 29               | 34               |
| 1988–1989            | «Хімік» (Воскресенськ) | Вища ліга            | 41               | 9                | 12               | 21               | 32               |
| Усього в чемпіонатах | Усього в чемпіонатах   | Усього в чемпіонатах | 230              | 59               | 50               | 109              | 162              |
| Вища ліга            | Вища ліга              | Вища ліга            | 91               | 61               | 46               | 107              | 111              |

### Збірна
| Рік                | Команда            | Турнір             | Місце              | І  | Г  | П  | О  | ШХ |
| ------------------ | ------------------ | ------------------ | ------------------ | -- | -- | -- | -- | -- |
| 1982               | СРСР               | ЮЧЄ                | 3                  | 5  | 0  | 3  | 3  | 0  |
| 1983               | СРСР               | ЮЧЄ                | 1                  | 4  | 3  | 9  | 12 | 23 |
| 1983               | СРСР               | МЧС                | 1                  | 7  | 1  | 0  | 1  | 0  |
| 1984               | СРСР               | МЧС                | 1                  | 7  | 7  | 7  | 14 | 12 |
| 1985               | СРСР               | МЧС                | 3                  | 7  | 6  | 2  | 8  | 10 |
| 1988               | СРСР               | ОІ                 | 1                  | 8  | 2  | 2  | 4  | 4  |
| 1989               | СРСР               | ЧС                 | 1                  | 7  | 0  | 1  | 1  | 8  |
| Молодіжна збірна   | Молодіжна збірна   | Молодіжна збірна   | Молодіжна збірна   | 30 | 17 | 21 | 38 | 45 |
| Національна збірна | Національна збірна | Національна збірна | Національна збірна | 15 | 2  | 3  | 5  | 12 |